# BŌMI
BŌMI（ボーミ）は、日本の女性歌手。大阪府出身。

## 略歴
1987年、韓国人の両親のもと、アメリカで生まれる。

### 2011年
- プロデューサー“wtf!?（ダブリューティーエフ）”と出会い、「bomi」名義で活動を始める。
- 7月6日、タワーレコード限定の1stミニアルバム『Gyao!Gyappy!!Gyapping!!!』をリリース[3]。

### 2012年
- 1月 - J-WAVE presents『TOKYO REAL-EYES LIVE SUPERNOVA』、CINRA presents 『exPoP!!!!!』に出演[4]。
- 2月
  - タワーレコード限定の2ndミニアルバム『OH MY POOKY!!!』をリリース。発売後まもなく初回数が完売し、再プレスとなる[4]。
  - 「iYo-Yo」がMTV『HOT SEAT』、スペースシャワーTV『it!』のヘヴィー・ローテーション、日本テレビ『ハッピーMusic』のパワープレイなどに選ばれ、J-WAVE『TOKIO HOT 100』のTOP10にランクイン[4]。
  - 「麹町のスネーク」が日本テレビ『音龍門』Baby Dragon's Gate、『iCon』のエンディングテーマになり、マリノアシティ福岡『ウィンターアウトレットバーゲン』CMソングに使用。
  - 「Mu・Zi・Q」がBSテレビ東京『ギルガメッシュLIGHT』のエンディングテーマに使用[5]。
- 6月
  - 日本コロムビアからメジャー1stミニアルバム『キーゼルバッファ』をリリース、メジャーデビューした[6]。
  - 「キューティクル・ガール」がTBS系列『COUNT DOWN TV』エンディングテーマに使用。
  - 「キューティクル・ガール」MVがスペースシャワーTV上半期ベストビデオ20[4]、SPACE SHOWER MUSIC VIDEO AWARDS 年間優秀作品50曲にも選出[7]。
- 7月 - タワーレコードpresents新人ショーケースイベント『NEW TOWER GENERATION』全国4箇所ツアーに参加[4]。
- 10月
  - 1stフルアルバム『メニー・ア・マール』をリリース[8]。新曲「エクレア」は、映画『今日、恋をはじめます』へ書き下ろしたテーマソングとなっている[9]。
  - 「薄目のプリンセス」が日本テレビ『音龍門』Baby Dragon's Gateに選ばれる。
- 11月 - 代官山UNITにて初のワンマンLIVE『bomb bomb bomi!』 を行う[4]。

### 2013年
- 7月
  - 1st EP『ビューティフォーEP』をリリース[10]。
  - 「ビューティフォー」が日本テレビ『ミュージックドラゴン』のパワープレイに選ばれる。
  - 初の東名阪ワンマンツアー『ワンダフォーに踊れ2013』を行う。
- 11月 - 配信限定シングル「Party night で Hold me tight♡」をリリース。ブラジルのインディー・エレクトロ・バンド「CSS」の楽曲「Left Behind」を日本語カバーした曲となっている[11]。

### 2014年
- 11月 - 配信限定シングル「さよならミゼラブル」をリリース[12]。

### 2015年
- 1月 - 約1年7か月ぶりの2ndアルバム『BORN IN THE U.S.A』をバッドニュース音楽出版からリリース。これを期に、名前を「bomi」から「BOMI」に改めた[13]。

### 2023年
- 3月
  - 自主レーベル「OneMile Record」を立ち上げ、チルポップ・プロジェクト「Be A Good Neighbor（ビーアグッドネイバー）」をスタート[14][15]。
  - Be A Good Neighborとして初の配信限定シングル「Old Enough」をリリース。ドイツのローファイ・ヒップホップレーベル『Vinyl-Digital』に所属するBROCKBEATSをフューチャリング[16]。
- 12月 - Be A Good Neighborとして配信限定シングル「Suisei Gyakköchū」をリリース。水星逆行がテーマの曲となっている[17]。

## BŌMIのディスコグラフィ

### 配信限定シングル
|     | 配信開始日     | タイトル                      |
| --- | -------------- | ----------------------------- |
| 1st | 2013年11月13日 | Party night で Hold me tight♡ |
| 2nd | 2014年11月26日 | さよならミゼラブル            |

## Be A Good Neighborのディスコグラフィ
BŌMIが主体となって活動する、チルポップ・音楽プロジェクト。

### 配信限定シングル
|     | 配信開始日     | タイトル         | 備考            |
| --- | -------------- | ---------------- | --------------- |
| 1st | 2023年3月19日  | Old Enough       | feat.BROCKBEATS |
| 2nd | 2023年12月13日 | Suisei Gyakköchū | feat.BROCKBEATS |

## ミュージックビデオ

### BŌMI
| 監督          | 曲名 |
| 伊藤ガビン    | 「ビューティフォー」 |
| 鎌谷聡次郎    | 「KANZEN Wo Ai Nii!!」「Mr.& Ms.BORING」「iYo-Yo」「キューティクル・ガール」「泣きっ面リリー」「麹町のスネーク」「薄目のプリンセス」 |
| 木村豊        | 「月曜のメランコリー」 |
| 千原徹也      | 「ふたつの街」 |
| 徳永明子      | 「スーパーガール」 |
| 二宮健        | 「Y.O.U」 |
| Given Takaido | 「Party nightでHold me tight♡」 |
| maxilla       | 「A_B」 |
| WAKAME        | 「エクレア」 |

### Be A Good Neighbor
| 監督   | 曲名           |
| 串田匠 | 「Old Enough」 |

## タイアップ
| 曲名                   | タイアップ |
| ---------------------- | --- |
| 麹町のスネーク         | 日本テレビ「音龍門」Baby Dragon's Gate/「iCon」エンディングテーマ/マリノアシティ福岡「ウィンターアウトレットバーゲン」CMソング |
| Mu・Zi・Q              | BSジャパン「ギルガメッシュLIGHT」のエンディングテーマ                                                                          |
| キューティクル・ガール | TBS「CDTV」エンディングテーマ                                                                                                  |
| エクレア               | 映画『今日、恋をはじめます』主題歌                                                                                             |
| 薄目のプリンセス       | 日本テレビ「音龍門 Baby Dragon's Gate」タイアップ                                                                              |
| ビューティフォー       | 日本テレビ「ミュージックドラゴン」パワープレイ                                                                                 |
| ヒカリノナカヘ         | 中山雅史応援歌 |

## 主なライブ

### ワンマンライブ・主催イベント
- 2012年3月24日-29日（3公演） - ミニアルバム「OH MY POOKY!!!」発売記念インストアイベント
- 2012年2月8日 - リリースパーティ「OH MY DANCING MEEEEEN!!!」
w/The Flickers/QUATTRO
- 2012年3月7日 - 「OH MY POOKY!!!」Release記念ライブin 大阪〜「New Rock Generation」
w/小南泰葉
- 2012年8月2日 - Release記念3man live〜キーゼルバッファ崩壊〜
- 2012年8月30日 - bomi&青柳文子 presents zipnight vol.2 supported by astrohall
w/パスピエ/0.8秒と衝撃。/でんぱ組.inc/Her Ghost Friend/7A/クルミナカダ
- 2012年11月11日-18日（4公演） - 1stフルアルバム「メニー・ア・マール」発売記念イベント
- 2012年11月23日 - bomi first one-man live「bomb bomb bomi!」
- 2013年7月2日 - 「ビューティフォーEP」リリース記念イベント「ふらげ祭。」
- 2013年7月14日-19日（3公演） - ワンダフォーに踊れ2013
- 2013年9月1日-26日（3公演） - bomiとOverTheDogsの秋の冒険ツアー
- 2013年11月14日 - bomi presents 3カ月連続クアトロ企画「パーティーナイトでホールドミータイト♡」〜第一夜〜「とんでもない、トンガリだ、」
w/大森靖子/快速東京/溺れたエビの検死報告書
- 2013年12月16日 - bomi presents 3カ月連続クアトロ企画「パーティーナイトでホールドミータイト♡」〜第二夜〜「Occappers CD発売記念イベント〜おかっぱマニア〜」
w/後藤まりこ/小南泰葉/Occappers
- 2014年1月18日 - bomi presents 3カ月連続クアトロ企画「パーティーナイトでホールドミータイト♡」〜第三夜〜「JAPANESE INDIE ROCK FESTIVAL」
w/HAPPY/トリプルファイヤー/UCARY & THE VALENTINE/Berserker Children Club
- 2014年7月22日 - bomi presents TONGARI LOVERS CLUB
w/Awesome City Club/jan & Naomi/She Her Her Hers

### 出演イベント
- 2012年2月29日 - カリフ五番勝負 〜第一番〜
- 2012年3月7日 - 小南泰葉「勧毒懲悪」6大都市ライブ“解”“中”“飲”
- 2012年3月22日 - SOGOPR.0322
- 2012年4月22日 - ATF&KABUKI-CHO LOFT 13TH ANNIVERSARY PRESENTS 四月の風2012
- 2012年5月30日 - GLICO LIVE"NEXT"
- 2012年6月2日 - SAKAE SP-RING 2012
- 2012年6月16日 - SOGOPR.0616
- 2012年7月1日 - Shimokitazawa Indie Fanclub 2012
- 2012年7月3日-10日（4公演） - TOWER RECORDS presents NEW TOWER GENERATION 2012 VOL.2
- 2012年7月9日 - NEW TOWER GENERATION 2012 vol.2
- 2012年8月12日 - TREASURE05X 2012 〜glowing treasure 2nd day〜
- 2012年8月17日 - パルコ サマースクール2012
- 2012年9月21日 - BEA presents "anticipation"
- 2012年9月23日 - HARAJUKU KAWAii!! FES 2012
- 2012年10月7日 - ZIP-FM 19th ANNIVERSARY ZIP AUTUMN SQUARE -POWER TO THE PEOPLE-
- 2012年12月31日 - KINDAMA'12-'13〜年越し音泉!謹賀魂〜
- 2012年10月14日 - MINAMI WHEEL 2012
- 2013年2月15日 - ボーミーとチェーコーとディーゴーのチョコレート工場
- 2013年2月22日 - Daikanyama ExPOP!!! 〜bomi×快速東京〜
- 2013年3月14日 - 〜7th memory〜 KIRA・KIRA☆PANIC
- 2013年4月28日 - Daikanyama Loop Presents 「Negi ROAD Vol'3」
- 2013年3月30日 - Zipper 20TH LAFORET PARTY
- 2013年4月28日 - Negicco「Negi ROAD Vol.3」
- 2013年6月8日 - LACHIC presents SAKAE SP-RING 2013
- 2013年6月22日 - YATSUI FESTIVAL 2013
- 2013年6月23日 - TOKYO BOOTLEG CIRCUIT'13
- 2013年6月30日 - OTOSATA Rock Festival 2013
- 2013年9月7日 - BAYCAMP 2013(「bomi＋フクザワ」で出演)
- 2013年10月13日 - MINAMI WHEEL 2013
- 2013年10月19日 - シブカル祭。2013 N'夙川BOYS presents フレフレ！全力女子達とロックンロール！
- 2013年11月21日 - nicoten 2nd e.p. release party!!!「Exit→Entrance」
- 2013年12月7日 - Big Mountain Music Festival 5
- 2014年4月19日 - InterFM「InterFM 24 HOUR LIVE RADIO!」
- 2014年6月30日 - Jump Out Vol.9
- 2014年10月11日 - MINAMI WHEEL 2014
- 2014年10月24日 - 宇宙まお自主企画「宇宙ツアーズVol．1‐女子旅編‐」
- 2014年12月16日 - EROFES Extra
- 2015年3月21日 - SANUKI ROCK COLOSSEUM 2015
- 2015年4月22日 - ガールズトークSP〜円山町編〜
- 2015年5月16日 - HEADPHONE CONNECTION 2015
- 2015年6月11日 - おとぎ話 「CUTE BEAT CULTURE CLUB BAND TOUR EX」
- 2015年6月27日 - OTOSATA Rock Festival 2015
- 2015年8月2日 - ROCK IN JAPAN FESTIVAL 2015
- 2015年8月15日 - SUMMER SONIC 2015
- 2015年10月11日 - MINAMI WHEEL 2015

## 出演

### ラジオ
- PRIME FACTOR（J-WAVE、2015年1月30日 - 、キュレーター役。不定期出演）

### テレビ
- 天才てれびくんYOU（NHK Eテレ、2017年4月24日 - 27日、声の出演。鮮のもじもん「せんこ」役）

### 映画
- シスターフッド（sky-key factory、2019年、本人役）

### インタビュー
- Cinderella Story(2012年)
- thelivemusic.jp(2012年2月)
- CINRA.NET(2012年10月)
- ナタリー(2012年10月)
- TOWER RECORDS ONLINE(2013年7月)
- ナタリー(2013年7月)
- CINRA.NET(bomi×伊藤ガビン)(2013年7月)
- KKBOX(2013年10月)